# タラ・ラローサ
タラ・ラローサ（Tara LaRosa、1978年1月8日 - ）は、アメリカ合衆国の女性総合格闘家。ニュージャージー州ウッズタウン出身。元Bodog女子135ポンド級王者。

## 来歴
17歳の時に松濤館流空手を始め、大学ではジャン＝クロード・ヴァン・ダム、スティーブン・セガール、チャック・ノリスなどのアクション映画が好きなことから柔道と柔術を習得し、柔道では全米学生選手権第2位の成績を残した。その後、総合格闘技に転向した。
2002年4月13日、HOOKnSHOOTでプロデビューし、シェルビー・ウォーカーにTKO勝ち。
2003年5月24日、HOOKnSHOOT女子125ポンド級王座決定戦でジェニファー・ハウと対戦し、TKO負けを喫し王座獲得に失敗した。
2005年3月12日、G-SHOOTO JAPAN 02で藪下めぐみと対戦し、2-0の判定勝ち。
2005年11月29日、初参戦となったスマックガールで前川久美子と対戦し、3-0の判定勝ち。
2006年3月4日、MFCでロクサン・モダフェリと対戦し、3-0の判定勝ち。
2006年6月3日、MFCで赤野仁美と対戦し、3-0の判定勝ち。
2007年2月18日、シェイナ・ベイズラーと対戦し、TKO勝利。
2007年7月14日、Bodog女子135ポンド級王座決定戦でケリー・コボルドと対戦し、腕ひしぎ十字固めで一本勝ちを収め王座獲得に成功した。
2009年1月23日、アレクシス・デイビスと対戦し、TKO勝利。
2010年5月21日、Moosinでロクサン・モダフェリと4年2か月ぶりに再戦し、1-2の判定負け。連勝記録は15でストップし、7年ぶりの黒星となった。
2010年11月24日、端貴代と対戦し、判定勝利。
2011年3月11日、カリーナ・ダムと対戦し、ヒールホールドで一本勝ち。
2013年9月29日、パンクラス 252で中井りんに、0-2の判定負け。

## 戦績

### 総合格闘技
| 総合格闘技 戦績 | 総合格闘技 戦績 | 総合格闘技 戦績 | 総合格闘技 戦績 | 総合格闘技 戦績 | 総合格闘技 戦績 | 総合格闘技 戦績 |
| --------------- | --------------- | --------------- | --------------- | --------------- | --------------- | --------------- |
| 27 試合         | (T)KO           | 一本            | 判定            | その他          | 引き分け        | 無効試合        |
| 21 勝           | 3               | 12              | 7               | 0               | 0               | 0               |
| 5 敗            | 1               | 0               | 4               | 0               | 0               | 0               |

| 勝敗 | 対戦相手                 | 試合結果                           | 大会名                                                                         | 開催年月日     |
| ○    | ケイティー・ハワード     | 5分3R終了 判定3-0                  | Fusion Fight League: Epic Evolution                                            | 2015年5月15日  |
| ×    | ロクサン・モダフェリ     | 5分3R終了 判定0-3                  | Invicta FC 8: Waterson vs. Tamada                                              | 2014年9月6日   |
| ×    | 中井りん                 | 5分3R終了 判定0-2                  | PANCRASE 252                                                                   | 2013年9月29日  |
| ×    | ヴァネッサ・ポルト       | 5分3R終了 判定0-3                  | Invicta FC 3: Penne vs. Sugiyama                                               | 2012年10月6日  |
| ○    | ケリー・ウォーレン       | 3R 4:59 アームバー                 | RFA 2: Yvel vs. Alexander                                                      | 2012年3月30日  |
| ○    | カリーナ・ダム           | 2R 0:28 ヒールホールド             | Shark Fights 14                                                                | 2011年3月11日  |
| ○    | 端貴代                   | 5分3R終了 判定3-0                  | DFL 1: The Big Bang 【DFL女子125ポンド級王座決定戦】                           | 2010年11月24日 |
| ×    | ロクサン・モダフェリ     | 5分3R終了 判定1-2                  | Moosin: God of Martial Arts                                                    | 2010年5月21日  |
| ○    | ヴァレリー・クールボー   | 1R 3:58 チョークスリーパー         | Extreme Force: Locked in the Cage 1 【LITC女子フライ級王座決定戦】             | 2009年11月20日 |
| ○    | サリー・クラムディアック | 3R 1:45 チキンウィングアームロック | Extreme Challenge: Mayhem at the Marina                                        | 2009年3月28日  |
| ○    | アレクシス・デイビス     | 3R 4:23 TKO（ドクターストップ）    | Extreme Challenge: The War at the Shore                                        | 2009年1月23日  |
| ○    | コーディ・ウェルシュリン | 2R 2:57 三角絞め                   | HOOKnSHOOT: BodogFight Women's Tournament                                      | 2007年11月24日 |
| ○    | ケリー・コボルド         | 4R 2:50 腕ひしぎ十字固め           | BodogFight: Alvarez vs. Lee 【Bodog女子135ポンド級王座決定戦】                 | 2007年7月14日  |
| ○    | シェイナ・ベイズラー     | 2R 3:15 TKO（パンチ）              | BodogFight: Costa Rica Combat                                                  | 2007年2月18日  |
| ○    | ユーリア・ベレジコワ     | 2R 1:28 腕ひしぎ十字固め           | BodogFight: USA vs. Russia                                                     | 2006年12月2日  |
| ○    | アマンダ・ブキャナー     | 3R 4:31 チョークスリーパー         | BodogFight: To the Brink of War                                                | 2006年8月22日  |
| ○    | ジュリー・ケッジー       | 5分3R終了 判定                     | Ultimate Cage Wars 【UCW女子バンタム級王座決定戦】                             | 2006年7月8日   |
| ○    | 赤野仁美                 | 5分3R終了 判定3-0                  | Mix Fighting Championships: USA vs. Russia 3                                   | 2006年6月3日   |
| ○    | ロクサン・モダフェリ     | 5分3R終了 判定3-0                  | Mix Fighting Championships: Boardwalk Blitz                                    | 2006年3月4日   |
| ○    | 前川久美子               | 5分2R終了 判定3-0                  | SMACKGIRL 2005 〜最軽量記念日〜                                                | 2005年11月29日 |
| ○    | 藪下めぐみ               | 5分2R終了 判定2-0                  | G-SHOOTO JAPAN 02                                                              | 2005年3月12日  |
| ○    | アリサ・キャントウェル   | 1R 2:45 腕ひしぎ十字固め           | Xtreme Fighting Organization 4                                                 | 2004年12月3日  |
| ○    | リンダ・ランジェラク     | 2R 腕ひしぎ十字固め                | HOOKnSHOOT: Evolution                                                          | 2004年11月6日  |
| ×    | ジェニファー・ハウ       | 1R 2:18 TKO（パンチ連打）          | HOOKnSHOOT: Absolute Fighting Championships 3 【HnS女子125ポンド級王座決定戦】 | 2003年5月24日  |
| ○    | ジュネル・マルケス       | 1R 4:10 腕ひしぎ十字固め           | Tennessee Shooto: Judgement                                                    | 2003年3月22日  |
| ○    | アンジェラ・ウィルソン   | 1R 4:51 TKO                        | HOOKnSHOOT: New Wind                                                           | 2002年9月7日   |
| ○    | シェルビー・ウォーカー   | 1R 2:43 TKO（打撃）                | HOOKnSHOOT: Revolution                                                         | 2002年4月13日  |

## 獲得タイトル
- 第6回アブダビコンバット 女子無差別級 準優勝（2005年）
- UCW女子バンタム級王座（2006年）
- 第7回アブダビコンバット 女子60kg未満級 準優勝（2007年）
- ワールドレスリングゲームズ グラップリング 女子63kg未満級 優勝（2007年）
- 初代Bodog女子135ポンド級王座（2007年）
- LITC女子フライ級王座（2009年）
- DFL女子125ポンド級王座（2010年）